# Starchild-Schädel
Der Starchild-Schädel ist ein menschlicher Schädel, der zahlreiche Abnormitäten aufweist. Er wurde um 1930 in Mexiko gefunden und ist Gegenstand wissenschaftlicher und parawissenschaftlicher Debatten und Mutmaßungen. Er fällt laut Experten der Stanford University nicht in die Kategorie irgendeines bekannten genetischen Syndroms.

## Geschichte
Der Schädel wurde im Februar 1999 von einem texanischen Ehepaar zur weiteren Untersuchung an den amerikanischen Schriftsteller und Forscher Lloyd Pye, der im Dezember 2013 verstarb, übergeben. Er ist vor allem durch seine alternativen Hypothesen zur Entstehung der Menschheit zu einer gewissen Bekanntheit gelangt.
Laut Pyes eigenen, jedoch bisher nicht belegbaren Angaben wurde der Schädel etwa 1930 in einem Minentunnel 160 km südwestlich der mexikanischen Stadt Chihuahua von einer Jugendlichen gefunden, die dort Urlaub mit ihren Eltern machte und den Schädel 50 Jahre in ihrem Besitz hatte. Der Schädel habe neben einem normal geformten Skelett in Rückenlage an der Oberfläche gelegen.
Zahlreiche andere Vertreter der Wissenschaft werfen Pye Schwindel und pseudowissenschaftliches Vorgehen bei der Erforschung des Starchild-Schädels vor. Tatsächlich schien Pye allerdings, abseits von seinen eigenen Theorien, um unabhängige Untersuchungen des Schädels bemüht, die von elf verschiedenen Experten in Laboratorien auf der ganzen Welt durchgeführt wurden.

## Alter
1999 wurde an der University of California in Riverside mittels C-14-Methode zunächst das Alter des normalen Schädels bestimmt, welcher am Fundort neben dem Starchild-Schädel lag. Im Jahre 2003 wurde in Miami bei Beta Analytic, dem größten Laboratorium für Radiocarbonbestimmungen weltweit, das Alter des Starchild-Schädels ermittelt. Die Bestimmungen kamen zu dem Ergebnis, dass beide Schädel ein Alter von etwa 900 Jahren haben müssen.

## Besonderheiten
Der Starchild-Schädel weist einige anatomische Besonderheiten auf. Zunächst hatte Pye den Verstorbenen wegen des kleinen Gesichtsschädels auf ca. 5 Jahre geschätzt. Heute wird der Verstorbene wegen seiner stark abgenutzten Zähne auf mindestens 10–12 Jahre geschätzt; möglicherweise war er sogar vollständig erwachsen.
Der Schädel verfügt, trotz des kleinen Gesichtsschädels, über ein Volumen von 1600 Kubikzentimetern. Das Schädelvolumen eines normalen Erwachsenen liegt im Gegensatz dazu bei nur 1400 cm³ und das eines fünfjährigen Kindes bei etwa 1200 cm³.
Die Augenhöhlen des Schädels sind auffällig flach und oval. Bemerkenswert ist die Position des Canalis opticus, durch welchen der Sehnerv in das Schädelinnere tritt. Er befindet sich nicht mittig der Orbita, sondern deutlich caudal, also nach unten, verlagert. Auch fehlt dem Starchild-Schädel die Stirnhöhle, die zu den Nasennebenhöhlen gehört.

## Analysen
1999 ergaben DNA-Tests in BOLD, einem forensischen DNA-Labor in Vancouver, British Columbia, dass zwei Proben des Schädels normale X- und Y-Chromosomen aufwiesen. Allerdings gelang es BOLD nicht, eine DNA-Extraktion aus dem Oberkiefer vorzunehmen. Für eine genaue Analyse stand dem Labor allerdings aufgrund der damaligen technischen Möglichkeiten nur eine unzureichende Menge an Erbmaterial zur Verfügung.
2003 gelang es im Rahmen weiterer DNA-Tests durch Trace Genetics, mitochondriale DNA zu extrahieren. Da diese nur durch die Mutter vererbt wird, ließ sich beweisen, dass diese im Falle des Starchilds über normales humanes Erbgut verfügt haben muss. Zudem konnte bewiesen werden, dass es sich bei der Mutter nicht um die Frau handelte, die zusammen mit dem Starchild gefunden wurde.
Spätere Tests im Jahre 2004, die am Royal Holloway College der University of London durchgeführt wurden, brachten Fasern sowie rötliche Rückstände in der Spongiosa des Schädels zum Vorschein, wie man sie vor dieser Untersuchung bei bislang keinem anderen Organismus nachweisen konnte.
Zudem ergaben radiologische Untersuchungen, dass der Starchild-Schädel bis zu 50 Prozent dichter, aber gleichzeitig nur halb so dick ist wie ein durchschnittlicher menschlicher Schädel.
Teilanalysen der chromosomalen DNA im Jahre 2010 mittels der Schrotschuss-Sequenzierung zeigten nach Aussage von Lloyd Pye bislang sowohl menschliche als auch bis dahin unbekannte DNA-Sequenzen. Eine komplette Analyse der chromosomalen DNA sei derzeit geplant.
Der Mikrobiologe Garry Nolan von der Stanford University, der schon zuvor den Atacama-Humanoid untersucht hatte, erhielt die Gelegenheit, zusammen mit einem Knochenspezialisten den Schädel zu untersuchen. Im Juni 2014 äußerte er sich zu den Ergebnissen der Untersuchung und urteilte, dass der Schädel „ganz ohne Frage ungewöhnlich ist“, denn die Merkmale des Schädels fielen „nicht in die Kategorie irgendeines bekannten genetischen Syndroms“. Dies sei jedoch kein Beweis dafür, dass der Schädel nicht menschlich sei, sondern es läge ein für die Wissenschaft neues, menschliches Syndrom vor. Ferner könne er die Behauptung des Starchild-Teams über 56 unbekannte Positionen am FOXP2-Gen nicht nachvollziehen, da ihm bislang keine Analyse darüber vorliege oder bekannt sei.

## Untersuchungen 2016/2017
Im Jahr 2016 veranlasste die derzeitige Besitzerin des Schädels erneute Analysen unter Leitung der Field Reports Science and Technology Research and Investigation Group. Diese sollten möglichst unabhängig von den vorherigen Ergebnissen des kommerziell orientierten The Starchild Project stattfinden. Sie umfassten die Herstellung einer Kopie des Schädels für zahnmedizinische und osteologische Vergleiche. Außerdem wurden Proben für eine rasterelektronenmikroskopische Untersuchung und aus der Schädelhöhle sowie einem Zahn des Oberkiefers zur DNA-Analyse entnommen.
Die Elektronenmikroskopie wurde in den Laboratorien der Selee Corporation und die DNA-Tests am Paleo-DNA Laboratory der kanadischen Lakehead University durchgeführt.
Ergebnisse der Schädeluntersuchung
- er stimmt von der Form her am ehesten mit dem eines 5-jährigen Kindes mit Down-Syndrom überein
- die zahnmedizinische Untersuchung ergab ebenfalls ein Alter von 5 Jahren
- die Schädeldicke liegt im normalen Bereich eines 5- bis 7-jährigen Kindes
- verglichen mit Kindern dieses Alters (und auch Erwachsenen) ist das Schädelvolumen aber deutlich zu groß
- es wurden anatomische Details gefunden, die weder einem normalen noch einem an Hydrocephalus leidenden Menschen entsprachen
- der Schädel entspricht in Zusammensetzung und Eigenschaften normalem Knochenmaterial
- die Existenz der sogenannten roten Fasern, die frühere Untersuchungen gefunden haben wollten, konnte nicht bestätigt werden
- es zeigten sich keine Hinweise auf absichtliche Manipulationen zur Schädeldeformation
- es wurden sowohl Wormsche Knochen als auch ein Inkabein gefunden

Ergebnisse der DNA-Untersuchung
- das Kind war männlich
- entsprechend der Untersuchung der mitochondrialen DNA gehörte die Mutter der Haplogruppe C1 an
- das Y-Chromosom entsprach der  Haplogruppe Q

Es zeigte sich somit, dass das Kind eindeutig menschlich ist und der indigenen Bevölkerung Amerikas angehörte, entsprechend Fundort und Alter möglicherweise der Mogollon-Kultur. Eine genaue Erklärung für die Deformationen wurde nicht gefunden, insbesondere waren die genommenen DNA-Proben nicht geeignet, um auf genetische Defekte zu testen. Viele der zuvor gefundenen Abweichungen haben sich aber einfach dadurch erklären lassen, dass der Schädel eines Kindes mit dem eines Erwachsenen verglichen wurde. Manche Behauptungen über den Schädel entstammten sogar unbekannten und fragwürdigen Quellen.
Man hat sich mit verschiedenen Stellen in Verbindung gesetzt, um eine nach US-amerikanischem Gesetz eventuell notwendige Rückführung des Schädels zu prüfen.

## Andere Schädelfunde
In Uberaba, Brasilien, wurde vor einigen Jahren ein weiterer Schädel gefunden, der vergleichbare Merkmale aufweist. Er befindet sich heute im dortigen historischen Naturkundemuseum. Dieser „zweite“ Starchild-Schädel besitzt jedoch etwa die doppelte Größe eines normalen Erwachsenenschädels und erinnert damit eher an einen Hydrocephalus. Zudem wurden angeblich 2 weitere ähnliche Schädel gefunden – einer in Peru und einer in Mexiko.